# Michael Lefflad
Michael Lefflad (* 26. Mai 1828 in Ammerbacherkreuth bei Wemding; † 2. November 1900 in Eichstätt), Professor in Eichstätt, hat sich durch die Herausgabe der Regesten der Eichstätter Bischöfe bleibende Verdienste erworben.

Michael Lefflad, 1876

## Leben
Geboren in Ammerbacherkreuth bei Wemding im Bistum Eichstätt, ging er, um Priester zu werden, in die Bischofsstadt Eichstätt. Dort besuchte er von 1840 bis 1848 die Lateinschule und das Gymnasium an der Königlichen Studienanstalt und war zugleich 1842 bis 1847 Zögling des Bischöflichen Knabenseminars. Nach dem Abitur studierte er 1848 bis 1853 Philosophie und Theologie am Lyzeum Eichstätt und wurde am 17. Mai 1853 zum katholischen Priester geweiht.
1853/54 wurde für die ins bischöfliche Seminar aufgenommenen Konviktoren der I. und II. Klasse der königlichen Lateinschule eine seminareigene Schule im Sinne des tridentinischen Seminarmodells errichtet, der jedoch die staatliche Anerkennung versagt blieb und die deshalb nach zwei Jahren wieder geschlossen wurde. Lehrer mit der offiziellen Bezeichnung „Repetitor“ dieser Klassen war Michael Lefflad. 1854 wurde er Kooperator in Pleinfeld, 1855 in Plankstetten. Von 1856 bis 1860 wirkte er als Domkaplan in Eichstätt und von 1860 bis 1900 als Domvikar. Als solcher war er zugleich ab 13. Oktober 1860 bis 1891 Professor für Allgemeine Geschichte am Bischöflichen Lyzeum Eichstätt und zugleich 1875 bis 1885 Redakteur des Pastoral-Blattes, der offiziellen Zeitschrift für den Klerus der Diözese Eichstätt. Von 1886 bis 1896 lehrte er zusätzlich Kirchengeschichte und war nebenamtlich von 1887 bis 1890 Archivar am Bischöflichen Ordinariatsarchiv Eichstätt, nachdem er bereits 1870 bis 1872 die Regesten der Bischöfe von Eichstätt veröffentlicht hatte, eine Quelle, die auch heute noch für fast jede historischen Abhandlung über das Bistum Eichstätt Verwendung findet. 1886 wurde er mit dem Titel eines Bischöflichen Geistlichen Rates des Bistums Eichstätt geehrt.

## Nachlass
Der Nachlass befindet sich in der Abteilung Historische Bestände der Universitätsbibliothek Eichstätt-Ingolstadt. Außerdem vermachte er der Seminarbibliothek (heute in die UB integriert) seine äußerst wertvolle, insbesondere wegen ihrer historischen, vor allem regionalgeschichtlichen Literatur wichtige, über 3600 Bände umfassende Bibliothek.

## Bibliographien
- Franz Sales Romstöck: Personalstatistik und Bibliographie des bischöflichen Lyceums in Eichstätt (1894), S. 131f.
- Jürgen Strötz: Das Eichstätter Domkapitel. Verfassung und Personalgeschichte im 19. Jahrhundert (2003), S. 294

## Werke (Auswahl)
- Mehrere Artikel im Lexikon für Theologie und Kirche, Freiburg im Breisgau
- Der Cult des hl. Deochar (Deocar) , in: Pastoralblatt für das Bistum Eichstätt, (1859), Nummer 6.
- Über die Erkenntnis Gottes, des Menschen und der Seele (Studien des Alphonse Gratry), übersetzt und mit Anmerkungen versehen (zusammen mit Joseph Weizenhofer und Joseph Conrad Pfahler), 6 Bände (1858/59).
- Regesten der Bischöfe von Eichstätt, Bände I-IV (1870/72).
  - Band 1: 741 bis 1229
  - Band 2: 1229 bis 1297